# Place de la République française
La place de la République française est une place du centre de la ville de Liège.

## Situation et accès
Voies adjacentes
- Rue Georges-Clemenceau
- Rue Pont d'Île
- Rue Joffre
- Place de l'Opéra
- Rue de la Régence
- Rue Saint-Gangulphe
- Rue de l'Université
- Rue de la Wache

## Odonymie
Le nom a été donné en reconnaissance au rôle joué par la France lors de la Première Guerre mondiale, mais également en remerciement pour la Légion d'honneur reçue le 24 juillet 1919 par la ville de Liège, en hommage au courage de ses défenseurs en août 1914. Leur résistance acharnée a ralenti l'avancée des troupes allemandes et permis aux armées françaises de faire mouvement et de se réorganiser. 
Liège fut la première ville non-française à recevoir une telle décoration. 

## Historique
Jusqu'au début du XIXe siècle, la Sauvenière, un bras secondaire se détachant du cours principal de la Meuse, empruntait entre autres les actuels boulevards d'Avroy et de la Sauvenière, traversait la place avant de se diviser en plusieurs bras suivant, entre autres, les tracés des actuelles rues de l'Université et de la Régence. La place était alors un lieu d'accostage des bateaux qui pouvaient ainsi apporter leur marchandise en plein centre de la ville.
La place a eu de nombreuses appellations :
- Au XVIIIe, la place s'appelait place aux Chevaux (elle servait de manège aux jeunes seigneurs).
- À partir de 1818, avec la construction du Théâtre royal de Liège elle prend le nom de place de la Comédie, puis place du Spectacle.
- Lors de la mise en place de la statue représentant Grétry en 1866, elle devient place du Théâtre.
- Elle est devenue place de la République française en 1918 à la fin de la Première Guerre mondiale.

Depuis 1998, on différencie la place de la République française de la place se trouvant devant le théâtre, depuis lors nommée place de l'Opéra.

## Bâtiments remarquables et lieux de mémoire
- Galerie Opéra
- Galeries St-Lambert (bâtiment moderniste, construit en 1952 par l'architecte Georges Dedoyard, pour le grand magasin « Au Bon Marché »).
- Bâtiment de la Société littéraire de Liège classé au Patrimoine immobilier exceptionnel de la Région wallonne